# Pennsylvania State University Women's Volleyball 2024
Questa voce raccoglie le informazioni riguardanti la Pennsylvania State University Women's Volleyball nella stagione 2024.

## Stagione
La Pennsylvania State University partecipa alla Big Ten Conference per trentatreesima volta, conquistando il suo diciottesimo titolo (a pari merito con la Nebraska).
Partecipa al torneo NCAA Division I come testa di serie numero 1, superando ai primi due turni la Delaware State e la North Carolina, mentre alla sweet sixtenn vince al quarto set contro la Marquette, andando poi a ottenere l'accesso alla sua quattordicesima final four con la vittoria al quinto set sulla Creighton.
Nella semifinale nazionale supera in rimonta la Nebraska, per poi vincere il suo ottavo titolo nazionale grazie al successo sulla Louisville.

## Organigramma societario
Area direttiva
- Presidente: Patrick Kraft

Area organizzativa
- Direttore delle operazioni: Tina Readling

Area tecnica
- Allenatore: Katie Schumacher
- Assistente allenatore: Brian Toron, Megan Hodge, Michael Henchy
- Analista delle performance: Sydnie Mabry

## Rosa
| N° | Nome                | Ruolo | Data di nascita  | Nazionalità sportiva | Anno             |
| -- | ------------------- | ----- | ---------------- | -------------------- | ---------------- |
| 1  | Taylor Trammell     | C     | 10 aprile 2002   | Stati Uniti          | Senior           |
| 2  | Ava Falduto         | L     | 5 marzo 2006     | Stati Uniti          | Freshman         |
| 3  | Gillian Grimes      | L     | -                | Stati Uniti          | Junior           |
| 4  | Karis Willow        | S     | -                | Stati Uniti          | Sophomore        |
| 5  | Jordan Hopp         | C     | 5 aprile 2002    | Stati Uniti          | Senior           |
| 6  | Kate Lally          | P     | -                | Stati Uniti          | Sophomore        |
| 8  | Camryn Hannah       | S     | 24 febbraio 2002 | Stati Uniti          | Graduate student |
| 9  | Jessica Mruzik      | S     | 15 giugno 2002   | Stati Uniti          | Graduate student |
| 10 | Anjelina Starck     | S     | -                | Stati Uniti          | Senior           |
| 11 | Jocelyn Nathan      | L     | -                | Stati Uniti          | Sophomore        |
| 14 | Caroline Jurevicius | O     | 9 agosto 2004    | Stati Uniti          | Freshman         |
| 19 | Alexa Markley       | S     | -                | Stati Uniti          | Junior           |
| 21 | Isabella Starck     | P     | 24 febbraio 2006 | Stati Uniti          | Freshman         |
| 23 | Catherine Burke     | C     | -                | Stati Uniti          | Sophomore        |
| 24 | Quinn Menger        | L     | -                | Stati Uniti          | Senior           |
| 44 | Maggie Mendelson    | C     | 22 aprile 2005   | Stati Uniti          | Junior           |

## Mercato
| Acquisti | Acquisti            | Acquisti         | Acquisti   |
| R.       | Nome                | da               | Modalità   |
| -------- | ------------------- | ---------------- | ---------- |
| L        | Ava Falduto         | IC Catholic Prep | definitivo |
| C        | Jordan Hopp         | Iowa State       | definitivo |
| O        | Caroline Jurevicius | Nebraska         | definitivo |
| C        | Maggie Mendelson    | Nebraska         | definitivo |
| P        | Isabella Starck     | Viera HS         | definitivo |

| Cessioni | Cessioni           | Cessioni              | Cessioni   |
| R.       | Nome               | a                     | Modalità   |
| -------- | ------------------ | --------------------- | ---------- |
| L        | Maddy Bilinovic    | Creighton             | definitivo |
| C        | Allie Holland      | College of Charleston | definitivo |
| L        | Cassie Kuerschen   | -                     | ritirata   |
| L        | Lina Perugini      | -                     | ritirata   |
| P        | Machaela Podraza   | Grand Rapids Rise     | definitivo |
| O        | Macy Van Den Elzen | -                     | ritirata   |
| P        | Ally Van Eekeren   | -                     | ritirata   |
| O        | Zoe Weatherington  | Atenienses de Manatí  | definitivo |

## Statistiche

### Statistiche di squadra
| Competizione                       | Punti | In casa | In casa | In casa | In trasferta | In trasferta | In trasferta | Campo neutro | Campo neutro | Campo neutro | Totale | Totale | Totale |
| Competizione                       | Punti | G       | V       | P       | G            | V            | P            | G            | V            | P            | G      | V      | P      |
| ---------------------------------- | ----- | ------- | ------- | ------- | ------------ | ------------ | ------------ | ------------ | ------------ | ------------ | ------ | ------ | ------ |
| Big Ten Conference NCAA Division I | .946  | 20      | 20      | 0       | 15           | 13           | 2            | 2            | 2            | 0            | 37     | 35     | 2      |
| Totale                             | .946  | 20      | 20      | 0       | 15           | 13           | 2            | 2            | 2            | 0            | 37     | 35     | 2      |

G = partite giocate; V = partite vinte; P = partite perse

### Statistiche dei giocatori
| Giocatrice    | Big Ten Conference NCAA Division I | Big Ten Conference NCAA Division I | Big Ten Conference NCAA Division I | Big Ten Conference NCAA Division I | Big Ten Conference NCAA Division I | Totale | Totale | Totale | Totale | Totale |
| Giocatrice    | P                                  | PT                                 | AV                                 | MV                                 | BV                                 | P      | PT     | AV     | MV     | BV     |
| ------------- | ---------------------------------- | ---------------------------------- | ---------------------------------- | ---------------------------------- | ---------------------------------- | ------ | ------ | ------ | ------ | ------ |
| C. Burke      | 4                                  | 1                                  | 0                                  | 1                                  | 0                                  | 4      | 1      | 0      | 1      | 0      |
| A. Falduto    | 37                                 | 39                                 | 0                                  | 0                                  | 39                                 | 37     | 39     | 0      | 0      | 39     |
| G. Grimes     | 37                                 | 42                                 | 4                                  | 0                                  | 38                                 | 37     | 42     | 4      | 0      | 38     |
| C. Hannah     | 37                                 | 532,5                              | 480                                | 24,5                               | 28                                 | 37     | 532,5  | 480    | 24,5   | 28     |
| J. Hopp       | 10                                 | 23                                 | 12                                 | 11                                 | 0                                  | 10     | 23     | 12     | 11     | 0      |
| C. Jurevicius | 36                                 | 290                                | 248                                | 42                                 | 0                                  | 36     | 290    | 248    | 42     | 0      |
| K. Lally      | 3                                  | 0                                  | 0                                  | 0                                  | 0                                  | 3      | 0      | 0      | 0      | 0      |
| A. Markley    | 11                                 | 28,5                               | 23                                 | 5,5                                | 0                                  | 11     | 28,5   | 23     | 5,5    | 0      |
| M. Mendelson  | 37                                 | 328                                | 242                                | 82                                 | 4                                  | 37     | 328    | 242    | 82     | 4      |
| Q. Menger     | 37                                 | 28                                 | 0                                  | 0                                  | 28                                 | 37     | 28     | 0      | 0      | 28     |
| J. Mruzik     | 37                                 | 639,5                              | 565                                | 42,5                               | 32                                 | 37     | 639,5  | 565    | 42,5   | 32     |
| J. Nathan     | 22                                 | 7                                  | 0                                  | 0                                  | 7                                  | 22     | 7      | 0      | 0      | 7      |
| A. Starck     | 29                                 | 34                                 | 24                                 | 3                                  | 7                                  | 29     | 34     | 24     | 3      | 7      |
| I. Starck     | 37                                 | 181                                | 112                                | 50                                 | 19                                 | 37     | 181    | 112    | 50     | 19     |
| T. Trammell   | 37                                 | 334                                | 260                                | 73                                 | 1                                  | 37     | 334    | 260    | 73     | 1      |
| K. Willow     | 2                                  | 2                                  | 2                                  | 0                                  | 0                                  | 2      | 2      | 2      | 0      | 0      |

P = presenze; PT = punti totali; AV = attacchi vincenti; MV = muri vincenti; BV = battute vincenti

NB: I muri singoli valgono una unità di punto, mentre i muri doppi e tripli valgono mezza unità di punto; anche i giocatori nel ruolo di libero sono impegnati al servizio